# Bell XV-3
Bell XV-3 (Bell 200) je bil enomotorni eksperimentalni VTOL zrakoplov z nagibnim rotorjem. XV-3 je bil zasnovan za vertikalen vzlet in pristanek, v letu pa so se rotorji nagnili naprej in je tako postal propelersko letalo, ki je lahko letelo hitreje kot helikopter. Prvič je poletel 11. avgusta 1955. Koncept XV-3 je uspešno deloval, vendar z omejenimi sposobnostmi. Izkušnje so potem uporabili na Bell XV-15 - predhodniku V-22 Osprey.

## Specifikacije (XV-3)
- Posadka: 1
- Dolžina: 30 ft 4 in (9,2 m)
- Razpon kril: 31 ft 4 in (9,5 m)
- Premer rotorjev: 2× 25 ft 0 in (7,6 m)
- Višina: 13 ft 3 in (4,0 m)
- Površina kril: 116 ft2 (10,8 m2)
- Prazna teža: 4205 lb (1907 kg)
- Gros teža: 4890 lb (2218 kg)
- Motor: 1 × Pratt & Whitney R-985-AN-1 radialni motor, 450 KM (336 kW) vsak
- Maks. hitrost: 184 mph (296 km/h)
- Potovalna hitrost: 167 mph (269 km/h)
- Dolet: 255 milj (411 km)
- Višina leta (servisna): 15000 ft (4600 m)
- Hitrost vzpenjanja: 1260 ft/min (6,3 m/s)